# Chargar
Chargar (persiska: چرگر, چَرگَر, چَرجَر, چَركَر) är en ort i Iran.   Den ligger i provinsen Zanjan, i den nordvästra delen av landet, 230 km väster om huvudstaden Teheran. Chargar ligger 2 004 meter över havet och antalet invånare är 853.
Terrängen runt Chargar är kuperad åt nordost, men åt sydväst är den platt. Runt Chargar är det ganska tätbefolkat, med 80 invånare per kvadratkilometer. Närmaste större samhälle är Alvand, 15,6 km sydost om Chargar. Trakten runt Chargar består i huvudsak av gräsmarker.